# La Guerre de l'opium
Pour les articles homonymes, voir Guerres de l'opium.
Pour plus de détails, voir Fiche technique et Distribution.
La Guerre de l'opium (鸦片战争, yāpiàn zhànzhēng) est un film historique chinois réalisé par Xie Jin et sorti en 1997.

## Synopsis
Ce drame historique présente les destins des personnes qui occupent une position clef dans les événements de la première guerre de l'opium. Il illustre les circonstances qui ont conduit l'Empire chinois à céder Hong Kong à la Grande-Bretagne.

## Fiche technique
- Titre français : La Guerre de l'opium[1],[2]
- Titre original chinois : (鸦片战争, yāpiàn zhànzhēng)[3]
- Réalisation : Xie Jin
- Scénario : Ann Hui, Zhu Sujin, Ni Zhen, Fuxian Zong
- Photographie : Yong Hou
- Montage : Quin Lili, Davin Nu, Wu Dan Wei
- Musique : Huang Han Qi, Jin Fu Zai
- Production : Ann Hui, Zhang Wei
- Sociétés de production : Studios Emei
- Pays de production :  Chine
- Langue originale : mandarin
- Format : couleurs
- Genre : film historique
- Durée : 153 minutes
- Dates de sortie : 
  - Chine : 9 juin 1997

## Distribution
- Bao Guoan (zh) : Lin Zexu
- Min Su (zh) : l'empereur Daoguang
- Shao Xin (zh) : Shanzhi
- Robert Freeman : Hill
- Emma Griffiths Malin : Mary Denton
- Jiang Hua : Guan Tianpei
- Simon Williams : Charles Elliott
- Philip Jackson : Capitaine White
- Xiong Lang : He Jingrong
- Lin Liankun : Qishan
- Weixin Li : Deng Tingzhen
- Bob Peck Denton